# Árbol sonata cantant
L'Arbre efectiu Cantant, anomenat originalment Singing Ringing Tree, és un instrument de vent dissenyat pels artistes visuals, Mike Tonkin i Anna Liu, l'any 2006.
Aquesta estructura és una barreja entre escultura i instrument musical, que mesura tres metres d'altura i està situada a Lancashire, al nord-oest d'Anglaterra.
L'Arbre efectiu Cantant està compost per tubs d'acer galvanitzats de diverses longituds i diferents orientacions que permeten que quan bufi el vent soni.
L'escultura es basa en la distribució dels tubs als llarg de l'espai de manera que rebin els corrents d'aire en qualsevol direcció. Cada tub ressona a la freqüència de sintonia obtenint com a resultat la barreja de diverses freqüències al llarg del rang dinàmic espectral determinat pel largor dels tubs galvanitzats.
Curiositats Els sons que emet l'Arbre efectiu Cantant enfront de les fortes corrents són discordants, melancòlics i misteriosos, però no arriben a ser desagradables.